# برایان کسول (بازیکن فوتبال)
برایان کسول (انگلیسی: Brian Caswell؛ زادهٔ ۱۴ فوریهٔ ۱۹۵۶) بازیکن فوتبال اهل بریتانیا است.
از باشگاه‌هایی که در آن بازی کرده‌است می‌توان به باشگاه فوتبال ولورهمپتون واندررز، باشگاه فوتبال دونکستر راورز، باشگاه فوتبال لیدز یونایتد، و باشگاه فوتبال والسال اشاره کرد.